# Memoràndum del Riu Wye
El memoràndum del Riu Wye és un acord pres en octubre de 1998 per intentar avançar en una solució diplomàtica al conflicte araboisraelià. Pren el nom del riu Wye que travessa l'estatunidenc Maryland, ja que el centre de negociacions entre els israelians i les autoritats palestines estava a la riba d'aquest riu. El memoràndum pretenia continuar la implantació dels Acords d'Oslo, però va fructificar només parcialment.
El memoràndum final va ser signat per Binyamín Netanyahu per la part d'Israel, Iàssir Arafat en nom palestí i per Bill Clinton com a facilitador. Hussein I de Jordània va assistir a algunes de les sessions de treball, convidat pel govern nord-americà, per a ajudar a disminuir la tensió entre les dues delegacions. Quan el text ja estava gairebé enllestist va esclatar un incident diplomàtic, perquè Netanyahu va exigir l'alliberament de Jonathan Pollard, empresonat per espia per passar informació privilegiada a Israel. Clinton va accedir a revisar el cas però no va amnistiar el pres per les pressions de l'Agència Central d'Intel·ligència (la CIA).

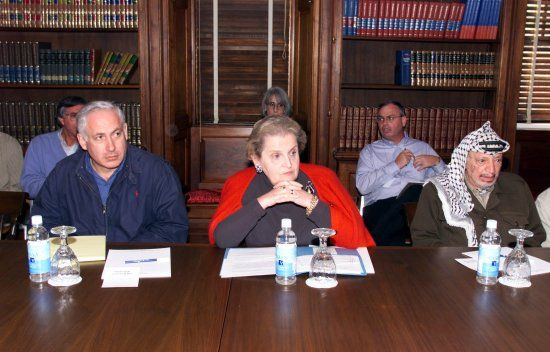
Una de les sessions negociadores, amb Madeleine Albright entre els dos dirigents implicats.

## Compromís israelià
Els israelians es comprometien a retirar-se parcialment dels territoris palestins de Cisjordània designats a l'acord en un marge de tres mesos i aturar les operacions militars a la zona mentre durés el replegament. Igualment van acceptar reunir-se amb el comitè mediador cada dues setmanes per comprovar l'avenç de les operacions, així com aplicar els acords previs en el tracte als detinguts àrabs. A més a més s'havia de garantir el pas fronterer entre els diversos territoris palestins per als ciutadans que ho desitgessin. Es reconeixia el paper cabdal del port de Gaza per a la comunitat palestina i s'accedia a ajudar al seu desenvolupament. L'acord va ser ratificat pel Parlament d'Israel (la Kenésset) per 75 vots a favor i 19 en contra.

## Compromís palestí
Els palestins van signar l'acord comprometent-se a impedir les accions terroristes contra objectius israelians i perseguir els qui violessin aquesta regla. També van acordar ajudar els Estats Units en la seva lluita contra diverses organitzacions armades establertes als seus territoris i contra la importació il·legal d'armes. Per acabar havien de lliurar una llista sobre les forces policials, abans no censades, per al control de les seves operacions. L'Autoritat Nacional Palestina es va fer responsable d'aplicar l'acord.

## Trencament de l'acord
El memoràndum havia de contribuir a la pau a la regió però l'acord es va trencar, amb acusacions mútues de violar-lo. Els assentaments israelians es van reduir un 2% en comptes d'un 13% a les àrees prefixades i els atacs d'ambdós bàndols no van aturar-se. L'esclat de la segona intifada l'any 2000 el va congelar definitivament i les negociacions posteriors van dur-se a terme sense tenir en compte gran part dels seus punts.